# Ugo Vetere
Ugo Vetere (* Regio de Calabria, 1924 - Viterbo, 2 de abril de 2013) fue un funcionario público y político italiano.

## Biografía
Nació en Regio de Calabria, el 24 de abril de 1924. Se inscribe en el Partido Comunista Italiano. 
Fue Senador, miembro del Parlamento italiano, y alcalde de Roma.
Falleció el 2 de abril de 2013, luego de una larga enfermedad.
| Predecesor: Pierluigi Severi | Alcalde de Roma 1981 - 1985 | Sucesor: Nicola Signorello |